# Krusbärssandbi
Krusbärssandbi (Andrena varians) är en art i insektsordningen steklar som tillhör överfamiljen bin och familjen grävbin. Den förekommer i sydligaste Sverige, men saknas i Finland.

## Beskrivning
Ansiktet har blandat ljusbrun och svart behåring hos honan, vit och blekbrun på övre delen hos hanen. Mellankroppen har orange behåring på ryggen hos båda könen, även om den kan blekna hos äldre hanar. Mellankroppens buksida har blandat blekbrun och svart behåring hos honan, blekbrun och vit hos hanen. Bakkroppens två första tergiter har långa, orange hår hos honan, följda av korta, svarta hår på resten av bakkroppen. Hanen har i stället långa, blekorange hår på de två första tergiterna, som blir vitaktiga hos äldre individer. Honan blir 11 till 12 mm lång, hanen 9 till 11 mm.

## Ekologi
Krusbärssandbiet lever i buskage, häckar, ruderatmarker, sandbranter, skogsbryn, vägrenar, ängar, stäpper, trädesåkrar samt i urban miljö som trädgårdar och parker. I bergen kan den gå upp till mer än 1 000 m. Arten flyger från april till mitten av juni. Den är polylektisk, den flyger till blommande växter från många olika familjer, som ripsväxter (bland annat krusbär), kransblommiga växter, videväxter, korgblommiga växter, rosväxter, korsblommiga växter, ärtväxter, ranunkelväxter och vänderotsväxter. Bona parasiteras ibland av gökbiet skogsgökbi (Nomada panzeri), vars larv äter upp värdägget eller -larven och därefter lever på det insamlade pollenförrådet.

## Utbredning
Arten finns i större delen av Europa från mellersta Skandinavien i norr till nordligaste Spanien och Bulgarien i söder, och från Storbritannien i väster till Ryssland i öster, och vidare österut till Azerbajdzjan och Kazakstan i Centralasien.
I Sverige är dock krusbärssandbiet sällsynt, där det är känt från endast två lokaler i Skåne (östra respektive västra delen av landskapet) samt en lokal i södra Halland. Dessutom har ett enstaka, mera osäkert fynd gjorts i Västergötland. Arten är dock inte rödlistad, utan klassificerad som livskraftig (LC). I Finland finns inte arten.